# Degeneració subaguda combinada de la medul·la espinal
La degeneració combinada subaguda de la medul·la espinal, també coneguda com a malaltia de Lichtheim (no confondre aquesta última denominació amb l'afàsia sensorial de Lichtheim), es refereix a la degeneració de les columnes posteriors i laterals de la medul·la espinal com a resultat de deficiència de vitamina B₁₂ (més comú), deficiència de vitamina E, i deficiència de coure. En general s'associa amb anèmia perniciosa.